# Diosbelys Hurtado
Diosbelys Hurtado (* 4. September 1973 in Santiago de Cuba, Kuba) ist ein ehemaliger kubanisch-spanischer Boxer.
Hurtado nahm als Amateur im Federgewicht unter anderem im Jahr 1990 an den Junioren-Weltmeisterschaften in Peru teil, konnte allerdings keine Medaille erringen. Auch an den kubanischen Meisterschaften des Jahres 1994 nahm er ohne Medaillenerfolg teil.
Bei den Profis gewann er im Halbweltergewicht am 11. Mai 2002 durch klassischen K. o. in Runde 7 gegen Randall Bailey (25-1-0) den vakanten regulären WBA-Weltmeistertitel.